# Ingvar Eknor

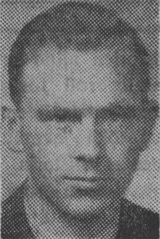
Ingvar Eknor

Viktor Herbert Ingvar Eknor, född 22 november 1918 i Örkelljunga församling, Kristianstads län, död där 25 december 2012, var en svensk arkitekt.
Eknor, som var son till fabrikör Ola Persson och Paulina Lindberg, utexaminerades från Göteborgs tekniska gymnasium 1940 och från Chalmers tekniska högskola 1945. Han var arkitekt på stadsarkitektkontoret i Kalmar 1945, blev Chief Architect vid Ministery of Education i Addis Abeba 1946, direktör för Building College (även Ethio-Swedish Institute of Building Technology, vilket sedermera underställdes Nämnden för internationellt bistånd) 1954. Han bedrev egen arkitektverksamhet i Örkelljunga från 1960 samt var stadsarkitekt i Örkelljunga och Skånes-Fagerhults landskommuner från 1964. Han ritade Västerkyrkan i Hässleholm och Åsljunga småkyrka. 1983 reste han och hustrun Ruth (1924–2016) till byn Ihanja i Tanzania för att verka som missionärer.
Eknor innehade statliga och kommunala utredningsuppdrag för Etiopien inom undervisningsväsendet och byggnadsbranschen samt diverse uppdrag för Nämnden för internationellt bistånd 1954–1960. Han var ledamot av kommunalfullmäktige 1963 och av byggnadsnämnden 1962–1963. Han författade undervisningslitteratur på engelska för Building College i Etiopien. Memoarboken Nittiofyra års minnen har utgivits postumt (2015).

## Bilder

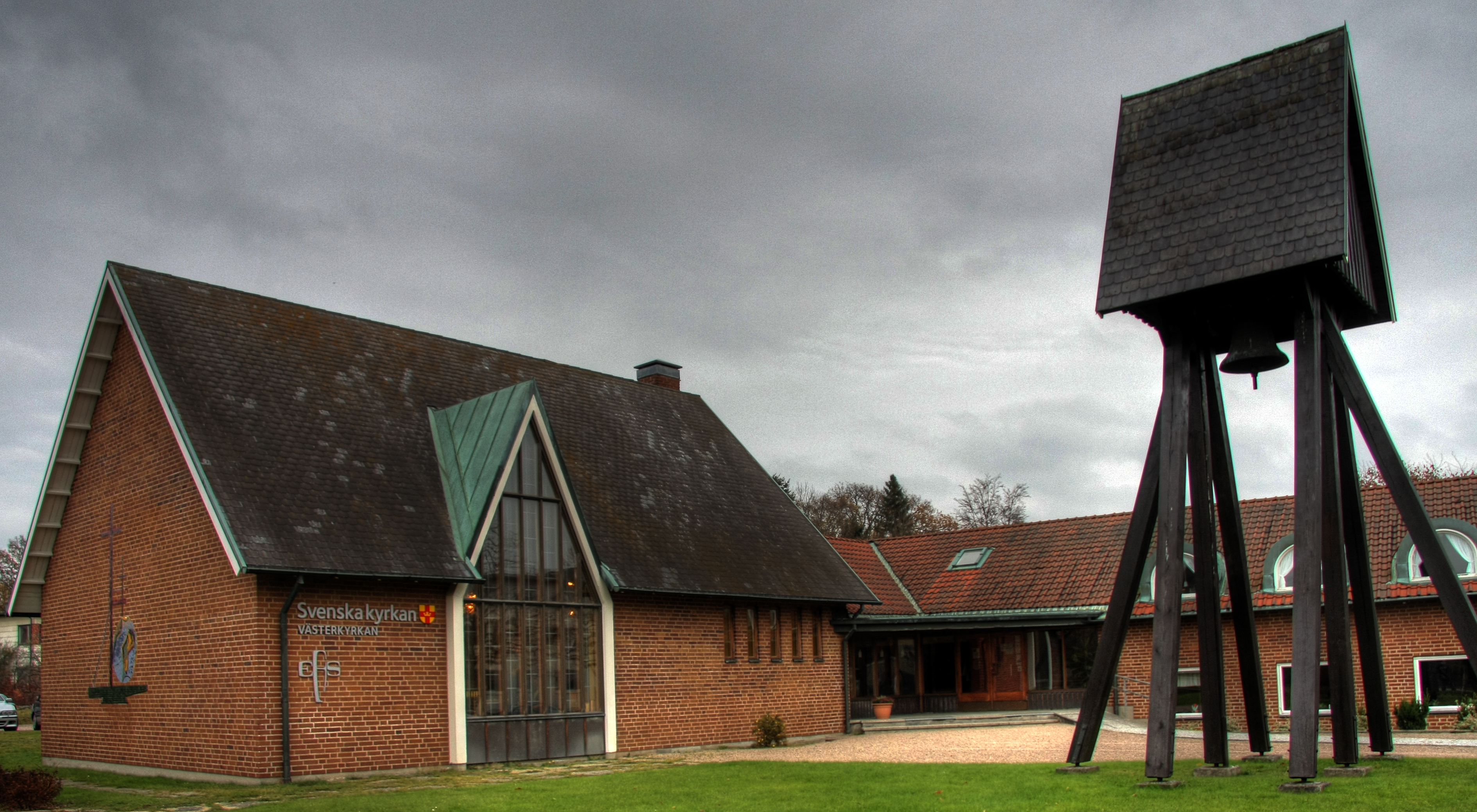
Västerkyrkan, Hässleholm
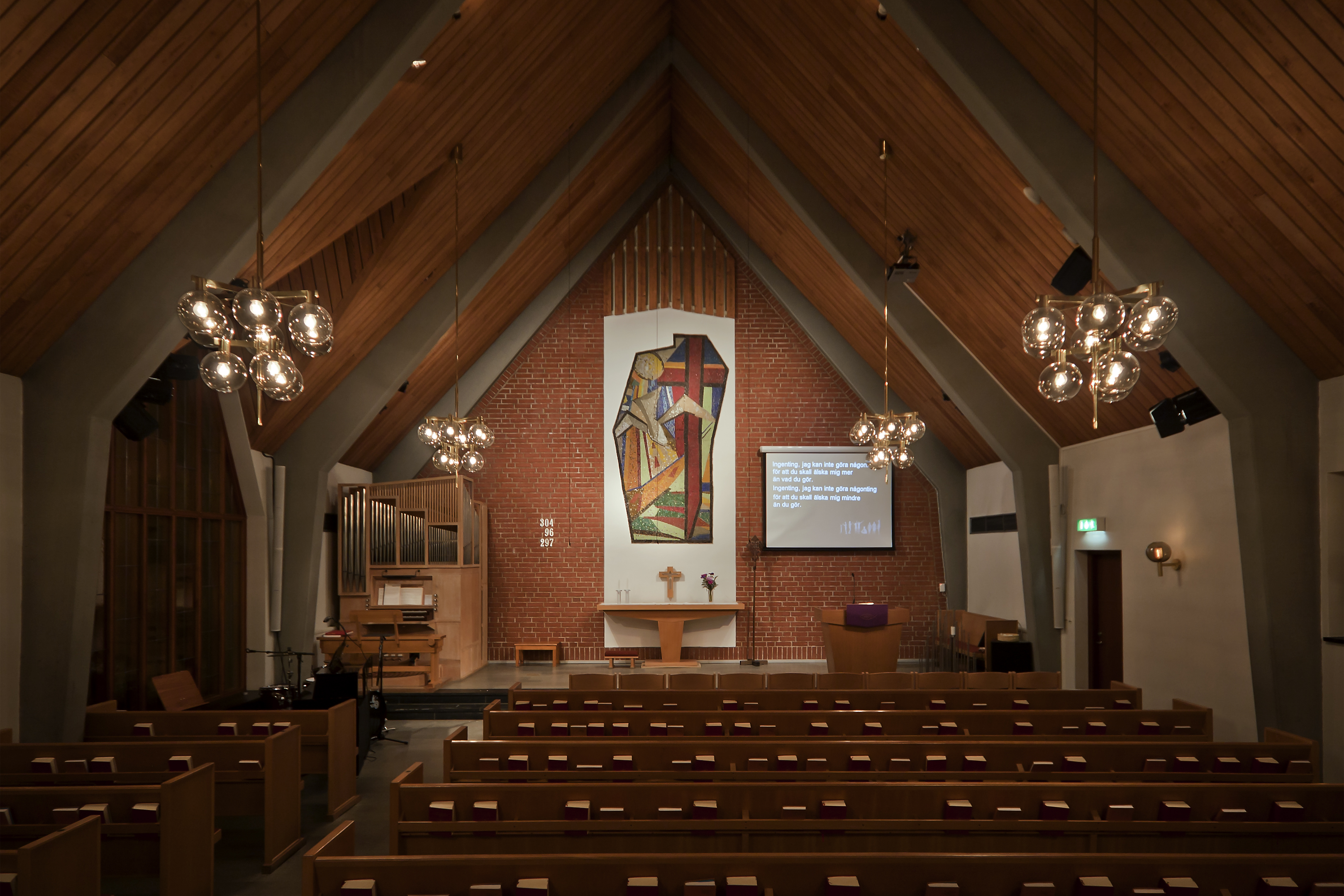
Västerkyrkan, interiör
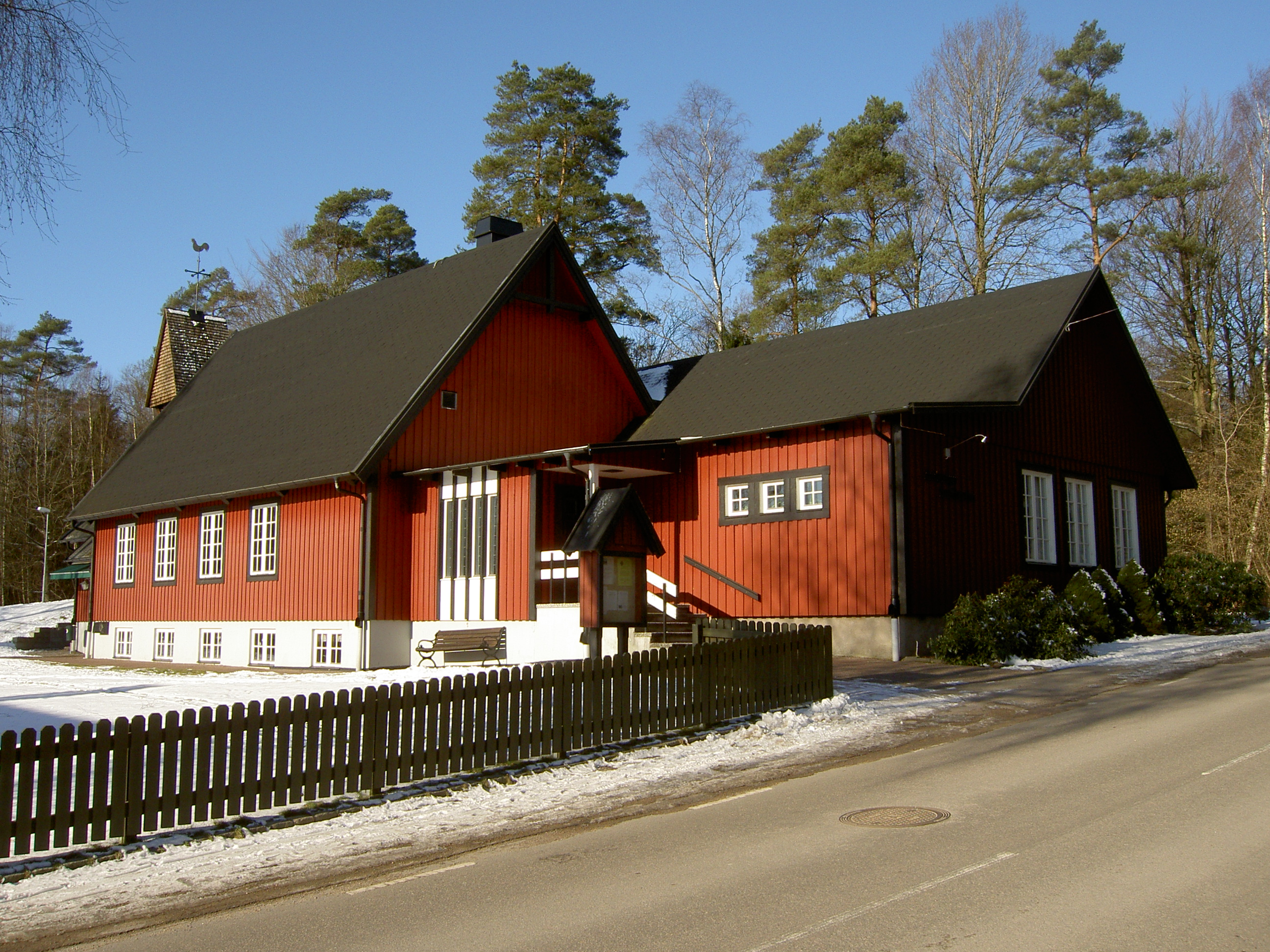
Åsljunga småkyrka
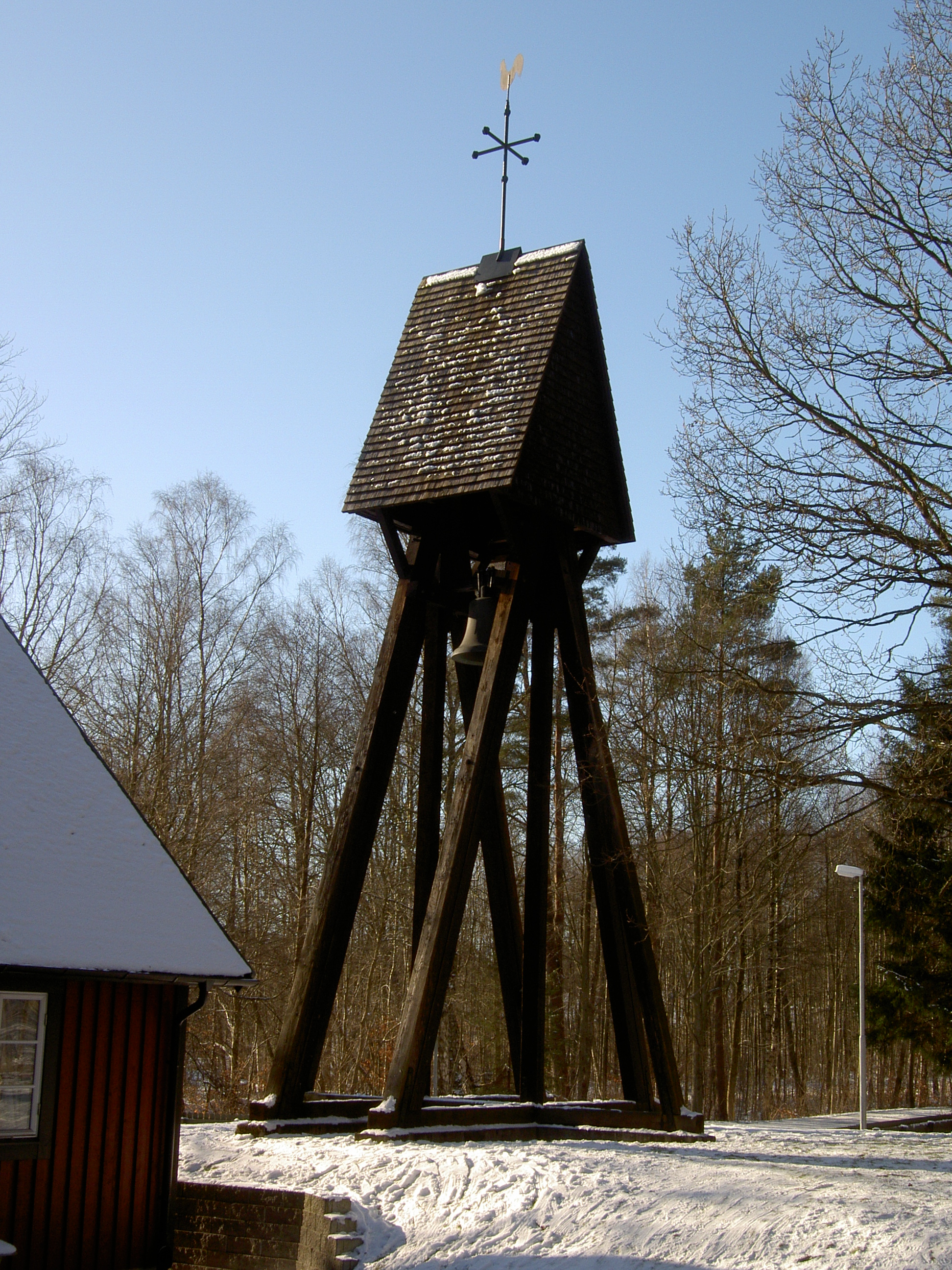
Klockstapel vid Åsljunga småkyrka